# Northern Army Group
Il Northern Army Group o NORTHAG ("Gruppo d'armate settentrionale" in lingua inglese) fu un'unità militare della NATO, delle dimensioni di un gruppo d'armate e attiva in Germania tra il 1952 e il 1993 in piena guerra fredda. Il suo comando era situato nella base JHQ Rheindahlen vicino Mönchengladbach.
Scopo del NORTHAG era quello di fronteggiare un attacco delle forze del Patto di Varsavia nella zona settentrionale della Germania Ovest; alle sue dipendenze dirette vi era una forza multinazionale composta da quattro corpi d'armata schierati in posizione avanzata (uno olandese, uno tedesco-occidentale, uno britannico e uno belga) e due corpi d'armata in riserva (uno francese e uno statunitense).
Il NORTHAG condivideva le strutture di comando con la British Army of the Rhine (BAOR), e il comandante della BAOR (sempre un generale britannico) era contemporaneamente comandante del NORTHAG.

## Storia
Il NORTHAG venne istituito il 1º novembre 1952 sotto il controllo dell'Allied Forces Central Europe (AFCENT), il comando della NATO responsabile della conduzione delle operazioni belliche nel teatro dell'Europa centrale. Il quartier generale del nuovo gruppo d'armate fu inizialmente collocato a Bad Oeynhausen in Germania Ovest, per poi essere spostato nel 1954 nella base JHQ Rheindahlen vicino Mönchengladbach; in caso di guerra con il Patto di Varsavia, il quartier generale del gruppo d'armate sarebbe stato ricollocato in un complesso sotterraneo fortificato (NORTHAG War Headquarters Cannerberg) situato a sud di Maastricht.
Il NORTHAG rappresentava la componente più settentrionale delle forze terrestri dell'AFCENT, responsabile di un settore che andava dalla riva meridionale della foce del fiume Elba a nord alla regione attorno a Kassel a sud; a nord il NORTHAG confinava con l'area d'operazioni dell'Allied Land Forces Command Schleswig-Holstein and Jutland (un comando congiunto tedesco-danese posto sotto l'egida delle Allied Forces Baltic Approaches), mentre a sud confinava con la zona operativa del Central Army Group (il secondo dei due gruppi d'armate subordinati all'AFCENT). La copertura aerea della zona d'operazioni del NORTHAG era responsabilità della Second Allied Tactical Air Force.
Il caso di conflitto il NORTHAG avrebbe dovuto confrontarsi con le unità del Gruppo di forze sovietiche in Germania, schierato nella Germania Est; in particolare, le unità del NORTHAG avrebbero dovuto impedire ai carri armati della 2ª Armata carri della Guardia, di base a Fürstenberg/Havel, di attraversare i 300 chilometri di terreno pianeggiante a sud dell'Elba nella Germania settentrionale per andare a bloccare i porti dei Paesi Bassi, di importanza strategica vitale per la NATO visto che assicuravano l'arrivo di truppe e rifornimenti dagli Stati Uniti.
La conclusione della guerra fredda e la riunificazione tedesca fecero venire meno il ruolo strategico del NORTHAG, che fu infine disattivato il 24 giugno 1993.

## Struttura

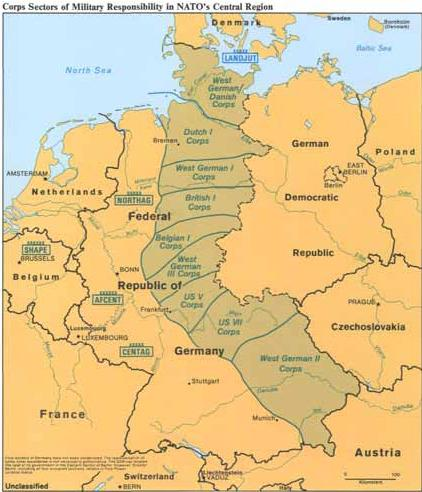
Aree di competenza dei corpi d'armata della NATO schierati in Germania Ovest

La zona di responsabilità del NORTHAG comprendeva l'intera porzione settentrionale della Germania Ovest, compresa tra i Paesi Bassi e la Germania Est; l'area che si estendeva verso occidente a partire dal confine tra Germania Est e Germania Ovest fino a una profondità di circa 300 chilometri era designata come "Zona di Combattimento Avanzata" (Forward Combat Zone) e avrebbe rappresentato il principale campo di battaglia in caso di attacco da parte del Patto di Varsavia. Il presidio della Forward Combat Zone del NORTHAG era responsabilità di una forza multinazionale di quattro corpi d'armata: in tempo di pace queste formazioni obbedivano agli ordini dei propri comandi nazionali, ma in caso di guerra sarebbero ricadute automaticamente sotto l'autorità del NORTHAG. In ordine di schieramento da nord a sud, negli anni 1980 le unità erano:
- il I Corpo d'armata dell'Esercito olandese: con quartier generale situato ad Apeldoorn, il corpo si componeva di due divisioni meccanizzate in servizio attivo e una terza in riserva mobilitata solo in caso di guerra[2];
- il I Corpo d'armata dell'Esercito tedesco-occidentale: con quartier generale situato a Münster, il corpo si componeva di due divisioni corazzate, una meccanizzata e una brigata aviotrasportata[4];
- il I Corpo d'armata dell'Esercito britannico: con quartier generale situato a Bielefeld, il corpo si componeva di tre divisioni corazzate schierate in Germania, con un'ulteriore divisione meccanizzata che sarebbe sopraggiunta dal Regno Unito in caso di conflitto[5];
- il I Corpo d'armata dell'Esercito belga: con quartier generale situato a Lindenthal, il corpo si componeva di due divisioni meccanizzate[6].

In caso di conflitto, la principale forza di riserva del NORTHAG era rappresentata dal III Corpo d'armata dell'Esercito degli Stati Uniti, con quartier generale situato a Fort Hood in Texas e un organico composto da due divisioni corazzate e una meccanizzata; solo un'unica brigata corazzata del corpo era già posizionata in Germania nelle vicinanze di Garstedt, mentre le restanti unità sarebbero sopraggiunte dopo l'inizio delle ostilità direttamente dagli Stati Uniti nell'ambito di un'operazione tipo "Reforger". Per velocizzare questo trasferimento di truppe, negli anni 1980 fu implementato il sistema POMCUS: gli equipaggiamenti pesanti necessari ad armare le divisioni furono pre-posizionati in depositi situati in Germania, Paesi Bassi e Belgio mentre il personale sarebbe sopraggiunto tramite l'impiego di aerei di linea, consentendo lo spiegamento del corpo nel giro di poche ore invece che di giorni.
Pur continuando a far parte della NATO, a partire dal 1966 la Francia ritirò tutte le sue unità militari dalla struttura di comando integrata dell'alleanza, come gesto di protesta da parte del presidente Charles de Gaulle per l'eccessivo ruolo di dominio assunto nell'organizzazione da parte degli Stati Uniti; ad ogni modo, accordi segreti tra i vertici militari francesi e della NATO stabilirono che, in caso di attacco del Patto di Varsavia, le unità di Parigi sarebbero accorse a difendere il territorio tedesco a fianco degli alleati. In caso di guerra la Francia avrebbe posto sotto il controllo del comando NATO un'armata suddivisa in tre corpi d'armata; di questi, il III Corpo d'armata con comando a Lilla, forte di due divisioni corazzate e una meccanizzata, sarebbe stato schierato come riserva del NORTHAG.

## Comandanti
La carica di comandante del NORTHAG (in sigla COMNORTHAG) era sempre attribuita al generale britannico contemporaneamente comandante della British Army of the Rhine:
- Generale Sir Richard Gale (1952–1957)
- Generale Sir Dudley Ward (1957–1960)
- Generale Sir James Cassels (1960–1963)
- Generale Sir William Stirling (1963–1966)
- Generale Sir John Hackett (1966–1968)
- Generale Sir Desmond Fitzpatrick (1968–1970)
- Generale Sir Peter Hunt (1970–1973)
- Generale Sir Harry Tuzo (1973–1976)
- Generale Sir Frank King (1976–1978)
- Generale Sir William Scotter (1978–1980)
- Generale Sir Michael Gow (1980–1983)
- Generale Sir Nigel Bagnall (1983–1985)
- Generale Sir Martin Farndale (1985–1987)
- Generale Sir Brian Kenny (1987–1989)
- Generale Sir Peter Inge (1989–1992)
- Generale Sir Charles Guthrie (1992-1993)